# Coffeyville
Coffeyville – miasto w Stanach Zjednoczonych, w stanie Kansas, w hrabstwie Montgomery.

## XIX wiek
We wczesnych latach 80. XIX wieku Coffeyville było znane jako Cow Town, ze względu na ilość bydła wypasanego na otwartym terenie. Pełen rozwój nastąpił po odkryciu ropy naftowej przez pewnego mężczyznę, który kopiąc studnię na West Ninth Street (również rolnicy, którzy orali swoje pola, donieśli o oleistej substancji sączącej się z ziemi). Coffeyville stało się ważną stacją zbożową. Gdy miasteczko się wystarczająco rozwinęło, powstał tam 17 marca 1885 roku First National Bank of Coffeyville, który razem z Condon Bank próbowali obrabować członkowie Gangu Daltonów. Bank znajdował się przy 809 Union.